# Forest Lodge, New South Wales
Forest Lodge este o suburbie în Sydney, Australia.